# Hal Duncan
Pour les articles homonymes, voir Duncan.
Œuvres principales
- Vélum (2005)
- Encre (2007)
- Évadés de l'Enfer ! (2008)

Hal Duncan, de son vrai nom Alasdair Duncan, né le 21 octobre 1971 à Kilwinning en Écosse, est un écrivain britannique de fantastique et de science-fiction vivant à Glasgow.
Diplômé de l'université de Glasgow, son premier livre, Vélum, récit d'une guerre d'anges sur une infinité de mondes, fut un succès de l'été 2005. Il est membre du Glasgow SF Writers’ Circle.

## Biographie
Hal Duncan est né à Kilwinning situé dans l'Ayrshire (comté du sud-ouest de l'Écosse) en 1971 avant de partir étudier à Glasgow, actuellement son lieu de résidence. Dans les années 1990 il rejoint the Glasgow SF Writers' Circle (dont il reste aujourd'hui encore un membre actif) et rédige Slab City, April 16 publié au sein du " Flamingo Book of Scottish Short Fiction 1994". Programmer d'ordinateur, il finit par quitter son travail pour se consacrer à l'écriture en 2005.
Ouvertement homosexuel il se décrit lui-même comme un "sodomite", se présentant avec ironie sur son propre site internet sous les termes du "Sodomite Hal Duncan" après avoir reçu un e-mail haineux qui le définissait sous cette expression : "Ainsi l'e-mail haineux m'a surnommé LE...sodomite Hal Duncan !! (sic). De ce fait je porterai [ce terme] avec fierté" ("So the hatemail dubbed me THE...Sodomite HAl Duncan !! (sic) So I will wear that with pride")
Spontané concernant le milieu politique, il se considère comme un "anarchosocialiste qui reconnais que la démocratie est la moins démoniaque de toutes les options possibles" mais aussi "un peu libéral"

## Analyse de l'œuvre
Hal Duncan déclare avoir eu pour inspiration divers auteurs tels que James Joyce,  H. P. Lovecraft et son Necronomicon, Le Livre de Sable de Borges, Philip K.Dick et son livre Le Maître du Haut Château notamment pour son plus grand succès, Vélum (2005)
Vélum (Vellum), publié en 2005, est son premier roman et le premier du diptyque 'Le Livre de toutes les heures (The Book of All Hours). Œuvre ambitieuse, elle fut nommée pour le prix World Fantasy , remportant le Spectrum and the Tähtivaeltaja Awards en 2007, prix donné aux œuvres dans les domaines de la science-fiction ou de la fantasy et qui explorent les sujets homosexuels, bisexuels et transgenres de manière positive. Il remportera ce prix une seconde fois en 2010 avec la nouvelle The Behold of the Eye.
Vélum est constitué d'une intrigue complexe sans réelle chronologie dans le temps et l'espace, non linéaire, parfois multiple. Les personnages revêtissent de plus différentes identités au long du récit. Cette intrigue se déroule au milieu d'une guerre entre le paradis et l'enfer, le trône de Dieu étant vacant. Notre réalité devient un fragment du Vélum, dans lequel peuvent évoluer dans le temps et l'espace les Unkin (ou anges). Nous suivons alors les personnages unkin de Thomas Messenger, sa sœur Phreedom Messenger, son amant Jack Carter, l'ami de celui-ci Joey Pechorin, Seamus Finnan et Guy Reynard, bien que les liens entre ceux-ci, ainsi que leur identités change et se déforment selon les différentes parties du Vélum. 
Par ce procédé Hal Duncan explore le mythe sumérien d'Inanna, Phreedom devenant la figure de la déesse, Thomas Messenger étant tour à tour son frère et mari Dumuzi, Puck (lutin du folklore irlandais), et Matthew Shepard (jeune étudiant américain assassiné en raison de son homosexualité) Jack Carter est aussi Jack Flash, Jack Talons-à-Ressort, ou encore Bachus. Guy Reynard devient tour à tour Guy Fox, Guy Fawkes, le baron prussien Reinhardt, Joey Pechorin prend le nom de Joey Narchosis et Judas, Seamus Finnan est la figure de Prométhée ou Sammael.  
Encre (Ink), publié en 2007, est la suite de Vélum. Hal Duncan continue dans le même style que l’œuvre précédente et l'on suit le cheminement des personnages du premier  volume.
Évadés de l'Enfer !! (Espace From Hell!), publié en 2008, est inspiré par le film New York 1997[réf. nécessaire] (1981). Quatre personnages, un tueur à gage, une prostituée, un vagabond et un homosexuel tentent de s'enfuir de l'Enfer, véritable dystopie de Manhattan. L'auteur a déclaré vouloir créer deux suites à cette œuvre, Assault! On Heaven! et Battle! For the Planet! Of the Dead!.

## Œuvres

### SérieLe Livre de toutes les heures
1. Vélum, Denoël, coll. Lunes d'encre, 2008 ((en) Vellum, 2005), trad. Florence DolisiRéédition chez Gallimard, coll. Folio SF, no 434
2. Encre, Denoël, coll. Lunes d'encre, 2009 ((en) Ink, 2007), trad. Florence DolisiRéédition chez Gallimard, coll. Folio SF, no 435
3. (en) Errata: CoRN / PoET / WatCH / ToMB, New Sodom Press, 2013Recueil de quatre nouvelles situées dans cet univers.

### Romans indépendants
- Évadés de l'Enfer !, Gallimard, Folio SF, 2010 ((en) Escape From Hell!, 2007), trad. Florence Dolisi
- (en) Testament, 2015
- (en) Susurrus on Mars, 2017

### Recueils de nouvelles
- (en) Scruffians! Stories of Better Sodomites, 2014
- (en) The Boy Who Loved Death, 2015
- (en) A Scruffian Primer, 2017
- (en) A Scruffian Feastiary, 2017
- (en) A Scruffian Survival Guide, 2017
- (en) A Scruffian Funferal, 2018

### Recueils de poèmes
- (en) Songs for the Devil and Death, Papaveria Press, 2011
- (en) Sodom / New Sodom, New Sodom Press, 2017

### Essais
- (en) Rhapsody: Notes on Strange Fictions, Lethe Press, 2014

### Anthologies dirigées
- (en) Caledonia Dreamin', Eibonvale Press, 2013Anthologie dirigée en collaboration avec Chris Kelso.